# Frampol (gmina)
Pour les articles homonymes, voir Frampol (homonymie).
Frampol est une gmina mixte (gmina miejsko-wiejska) de la powiat de Biłgoraj, dans la Voïvodie de Lublin, dans l'est de la Pologne.
Son siège administratif (chef-lieu) est la ville de Frampol, qui se situe environ 16 kilomètres au nord de Biłgoraj (siège du powiat) et 64 kilomètres au sud de la capitale régionale Lublin (capitale de la voïvodie).
La gmina couvre une superficie de 107,61 km2 pour une population de 6 502 habitants en 2006.

## Histoire
De 1975 à 1998, la gmina est attachée administrativement à la voïvodie de Zamość.

Depuis 1999, elle fait partie de la voïvodie de Lublin.

## Géographie
Outre la ville de Frampol, la gmina inclut les villages et localités de :

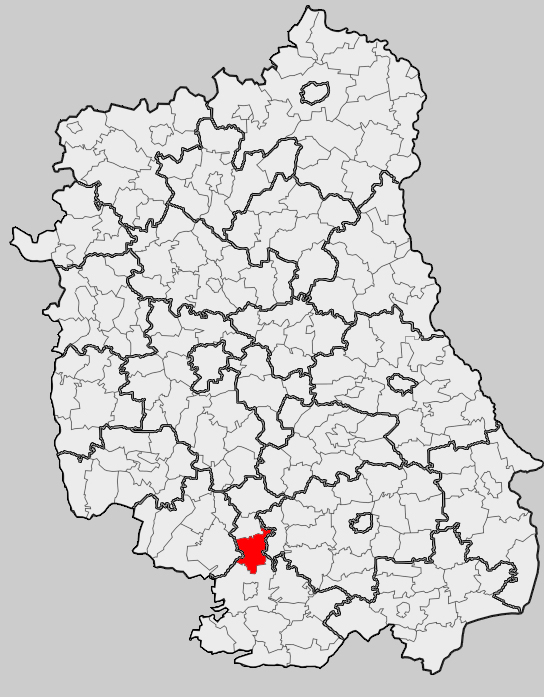
Position de la gmina dans la voïvodie

- Cacanin
- Chłopków
- Karolówka
- Kąty
- Kolonia Kąty
- Komodzianka
- Korytków Mały
- Niemirów
- Pulczynów
- Radzięcin
- Rzeczyce
- Smoryń
- Sokołówka
- Sokołówka-Kolonia
- Stara Wieś
- Teodorówka
- Teodorówka-Kolonia
- Wola Kątecka
- Wola Radzięcka

### Gminy voisines
La gmina de Frampol est voisine des gminy suivantes :
- Biłgoraj
- Dzwola
- Goraj
- Radecznica

## Structure du terrain
D'après les données de 2002, la superficie de la commune de Frampol est de 107,61 kilomètres carrés, répartis comme telle :
- terres agricoles : 63 %
- forêts : 32 %

La commune représente 6,41 % de la superficie du powiat.

## Démographie
Données du 30 juin 2004:
| Description        | Total  | Total | Femmes | Femmes | Hommes | Hommes |
| ------------------ | ------ | ----- | ------ | ------ | ------ | ------ |
| Unité              | Nombre | %     | Nombre | %      | Nombre | %      |
| Population         | 6 575  | 100   | 3 295  | 50,1   | 3 280  | 49,9   |
| Densité (hab./km²) | 61,1   | 61,1  | 30,6   | 30,6   | 30,5   | 30,5   |